# Lednické skalky
Lednické skalky jsou přírodní památka v katastrálním území obce Lednica v okrese Púchov v Trenčínském kraji na Slovensku. Území bylo vyhlášeno v roce 1993 a jeho rozloha je 2,71 hektaru. Předmětem ochrany jsou mikroreliéfní formy bradlového pásma s útočištěm teplomilných druhů rostlin a živočichů travních a skalních společenstev.